# Vasivaea
Vasivaea é um género botânico pertencente à família Malvaceae.